# Youtubeur virtuel
Un youtubeur virtuel (バーチャルユーチューバー, bācharu yūchūbā, féminin : youtubeuse virtuelle)  ou VTuber (ブイチューバー, buichūbā, pour « virtual YouTuber »)  est un diffuseur de divertissement qui utilise un avatar virtuel généré à l'aide d'un logiciel ou d'une technologie de modélisation 3D et de capture de mouvement. Le phénomène est né au Japon au milieu des années 2010. La majorité des VTubers sont des vidéastes web ou des streamers qui utilisent des conceptions d'avatar inspirées d'anime. En 2020, on compte plus de 10 000 VTuber actifs. Malgré leur nom, les youtubeurs virtuels ne sont pas exclusifs à Youtube mais sont également présents sur des plateformes comme Niconico, Twitch et bilibili.
La première artiste à se présenter comme youtubeuse virtuelle est Kizuna AI, produite par Activ8. Elle commence à créer du contenu sur YouTube en novembre 2016. Sa popularité déclenche une vague de VTubers au Japon et provoque la création d'agences spécialisées dans leur promotion, notamment Hololive Production et Nijisanji. Les sous-titrages des vidéos par des fans et l'apparition de VTubers en langues étrangères diffusent le phénomène à l'international. Des youtubeurs virtuels apparaissent dans des campagnes publicitaires nationales au Japon ; en outre, des records du monde liés à la diffusion en direct sont battus par des Vtubers.

## Aperçu
Les youtubeurs virtuels, ou VTubers, sont des diffuseurs de divertissement en ligne, généralement des vidéastes web ou des streamers. Ils utilisent des avatars créés numériquement, avec des programmes de type Live2D, modélisant et animant des personnages conçus par des artistes. Les VTuber ne sont pas contraints par les limitations physiques réelles et peuvent par exemple prendre une apparence incompatible avec leur sexe réel. Par leur lien avec la culture et à l'esthétique populaires japonaises, tels que les anime et les manga, il est courant que les VTuber choisissent une apparence type anthropomorphisme moe avec des traits humains ou non humains. Certains VTubers sont ainsi des personnages anthropomorphes non humains, avec des attributs physiques purement animaux. Certains sont des robots, des aliens, des démons, etc.
Selon la BBC, les Vtuber sont uniques au sens où leur contenu « n'est pas directement lié aux problèmes d'un individu ou d'une identité réelle » et la popularité des VTubers dans le monde entier, est due à leur « grande clientèle hors du Japon aimant la culture japonaise ».
Si les modificateurs de voix permettent à de nombreux individus mâles d'interpréter un avatar féminin, les problèmes techniques lors de diffusions en direct peuvent révéler la supercherie. Ainsi, le public a appris de manière impromptue que la mignonne Nora Neko était jouée par un trentenaire. Le succès d'un VTuber est généralement peu influencé par l'identité réelle de son interprète. Certains sont indépendants avec des occupations divers, mais un grand nombre sont gérés par des entreprises.

### Technologie

Un vtuber utilisant le suivi manuel avec Leap Motion

L'avatar d'un VTuber est généralement animé à l'aide d'une webcam et d'un logiciel, qui capture les mouvements, les expressions et les mouvements de la bouche du streamer et les reconstruit sur un modèle en deux ou trois dimensions. Des programmes gratuits et payants ont été développés, certains pouvant être utilisés sans webcam (bien qu'avec des animations prédéterminées), et certains prenant également en charge le matériel de réalité virtuelle ou les dispositifs de suivi de mouvement tels que Leap Motion. Le logiciel d'animation Live2D est généralement utilisé pour faire gagner artificiellement une dimension à des modèles en deux dimensions, alors que des programmes tels que VRoid studio sont utilisés pour créer des modèles directement en trois dimensions,,. Les modèles commandés peuvent coûter jusqu'à 2 000 $ selon leur niveau de détail. Un modèle peut être commandé à des travailleurs indépendants sur des sites Web tels que Fiverr. Des studios d'art spécialisés, tels que MyVTuber, ont également fait leur apparition.

## Histoire

### Précurseurs
Le 12 février 2010, le créateur de visual novels Nitroplus commence à publier des vidéos sur sa chaîne YouTube présentant une version animée en 3D de sa mascotte Super Sonico. Elle y parle d'elle-même ou des annonces de l'entreprise. La première véritable VTubeuse apparaît le 13 juin 2011 : la youtubeuse virtuelle et vlogeuse japonaise basée au Royaume-Uni Ami Yamato met en ligne sa première vidéo, présentant un avatar virtuel animé parlant à la caméra,. En 2012, la société japonaise Weathernews Inc. lance un personnage de type vocaloid appelé Weatheroid Type A Airi sur SOLiVE24, une diffusion météo en direct de 24 heures sur Nico Nico Douga, sur YouTube et leur site Web. En 2014, Airi a son propre programme solo tous les jeudis et commence à diffuser en direct en utilisant la capture de mouvement,. En 2015, c'est une Barbie modélisée en 3D qui a droit à sa chaîne YouTube. Pour ces précurseurs du VTubing, l'animation du modèle est réalisée d'abord, et l'ajout de paroles par une interprète ensuite.

### Explosion
Fin 2016, Kizuna AI, première youtubeuse virtuelle à atteindre une popularité internationale,,, fait ses débuts sur YouTube. Elle est la première à utiliser le terme « youtubeuse virtuelle ». Créée par la société de production numérique Activ8 et interprétée par Nozomi Kasuga,, Kizuna AI est parvenue à créer un sentiment de « réelle intimité » avec ses fans, en répondant à leurs questions. En dix mois, elle compte plus de deux millions d'abonnés, puis devient ambassadrice culturelle de l'Office national du tourisme japonais. La popularité de Kizuna Ai peut être attribuée à la sursaturation des youtubeurs webcam traditionnels et à des aspects de son personnage auxquels le public ne s'attendrait pas. Par exemple, malgré son apparence amicale, Kizuna Ai jure souvent dans ses vidéos lorsqu'elle est frustrée en jouant à un jeu vidéo — son « fuck you » est devenu célèbre. Dans sa vidéo la plus populaire, elle effectue une séance de fitness.

### La mode des youtubeurs virtuels
La popularité soudaine de Kizuna AI déclenche une vague de VTubers,. Entre mai et mi-juillet 2018, le nombre de VTuber actifs passe de 2 000 à 4 000. Kaguya Luna et Mirai Akari suivent Kizuna en tant que deuxième et troisième VTubers les plus populaires, avec respectivement 750 000 et 625 000 abonnés. Nekomiya Hinata et Siro, deux autres des VTubers présents dès le début, gagnent chacun 500 000 abonnés en six mois.
Début 2018, Anycolor Inc. (alors Ichikara) fonde l'agence Nijisanjji. Celle-ci contribue à populariser l'utilisation des modèles Live2D au lieu de se concentrer sur la conception de modèles 3D, ainsi que le passage à la diffusion en direct au lieu de la publication de vidéos et de clips édités qui était la norme pour les VTubers comme Kizuna Ai.
En juillet 2018, les VTubers ont un nombre d'abonnés collectifs de 12,7 millions, et plus de 720 millions de vues au total. En janvier 2020, on compte plus de 10 000 VTubers. En septembre 2020, la célèbre streameuse anglophone Pokimane, apparaissant habituellement sous son apparence véritable, réalise un live sous l'apparence d'un personnage d'anime.
La pandémie de COVID-19 entraîne une augmentation globale du nombre de téléspectateurs de la diffusion en direct de jeux vidéo en 2020, ce qui contribue à la croissance de VTubers et les aide à devenir un phénomène grand public. En août 2020, sept des dix plus gros revenus de Super Chat, sur YouTube, étaient des VTubers. Kiryu Coco, membre d'Hololive, atteint la première place du classement, ayant alors gagné environ 85 millions de yens  (environ 700 000 €),. Dans le même temps, la popularité des VTubers continue d'augmenter sur Twitch, où sont présents plusieurs VTubers anglophones notables tels que les membres de VShojo, Projekt Melody et Ironmouse,.
En septembre 2020, Anycolor, la société de gestion de Nijisanji, l'une des principales agences de VTubers au Japon, crée une « équipe de lutte contre les actes agressifs et la calomnie » pour offrir des conseils aux victimes de harcèlement et prendre des mesures juridiques contre les auteurs de harcèlement, en particulier celui qui sévit dans l'industrie japonaise du divertissement. Cette annonce intervient à la suite du départ à la retraite du VTuber de Hololive Mano Aloe après seulement deux semaines d'activité en raison de harcèlement en ligne.
Le rapport Culture et tendances 2020 de YouTube met en évidence les VTubers comme l'une des tendances notables de l'année, avec 1,5 milliard de vues par mois en octobre.
Le 30 mars 2021, Kizuna AI est choisie comme l'une des soixante plus grands influenceurs d'Asie dans le classement de Sixty60, aux côtés du boys band sud-coréen BTS et de l'entrepreneuse Kathleen Hanhee Kye.
En juillet 2021, Gawr Gura, membre de la première branche anglaise de Hololive, dépasse Kizuna Ai en tant que VTuber avec le plus d'abonnés sur YouTube, avec un total de près de trois millions d'abonnés.
En 2022, le PDG de Cover, Motoaki « Yagoo » Tanigo, a été sélectionné comme l'un des 20 meilleurs entrepreneurs du Japon par Forbes Japan dans son numéro de janvier.
Le mois suivant, lors d'un événement de subathon (une campagne d’abonnement) sur Twitch, Ironmouse a accumulé le plus grand nombre d'abonnements payants actifs de tous les streamers sur la plateforme à ce moment donné,. Selon les données fournies par la société mère Amazon, le contenu VTubing sur Twitch a augmenté de 467 % en 2021 par rapport à l'année précédente.
En décembre 2022, la VTubeuse indépendante Neuro-sama (créée par le développeur vedal987) a attiré l'attention sur Twitch pour son utilisation d'un grand modèle de langage attaché à un système de synthèse vocale pour interagir avec son public.

## Campagnespublicitaires

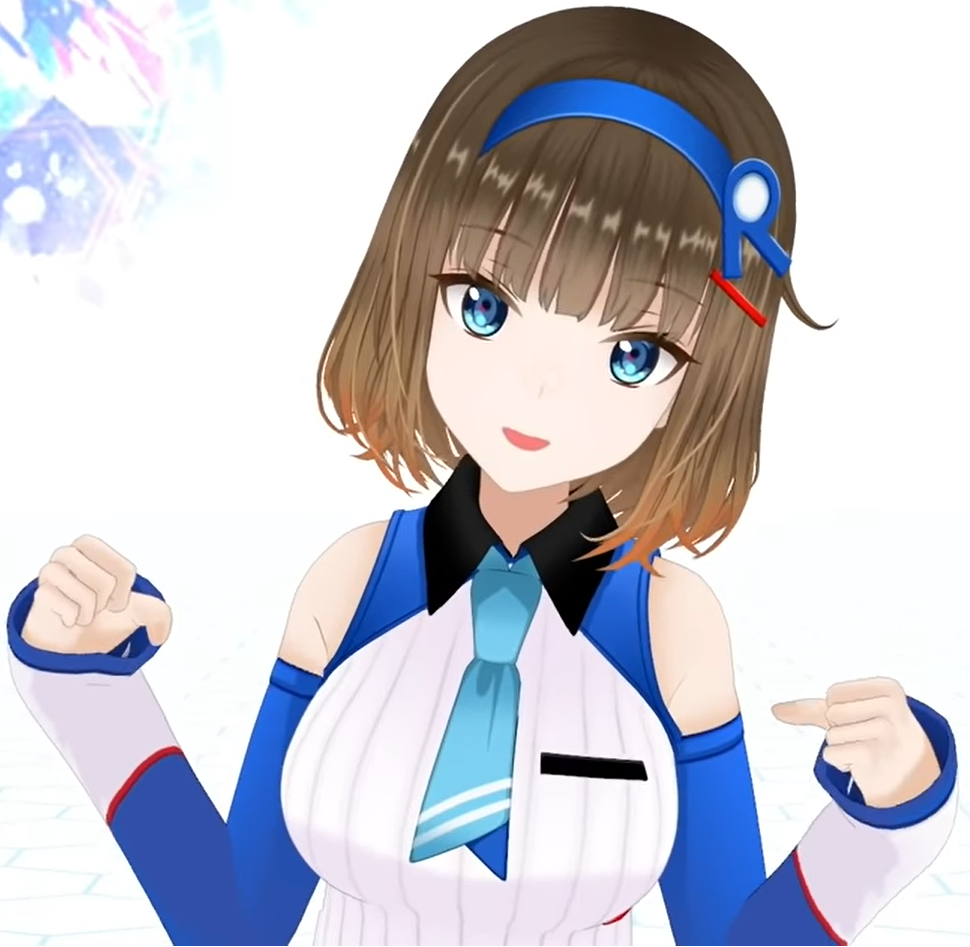
Nebasei Cocoro, une VTubeuse représentante de la société japonaise Rohto Pharmaceutical

Des entreprises et organisations décident d'exploiter la popularité des youtubeurs virtuels dans leurs campagnes publicitaires, pour attirer l'attention sur un produit ou un service. Lorsque SoftBank annonce la sortie des iPhone XS et XS Max en 2018, Kizuna AI apparaît pour faire la promotion des produits sur sa chaîne YouTube.
En août 2018, Wright Flyer Live Entertainment publie une application mobile permettant aux VTubers de diffuser des vidéos en direct tout en les monétisant et en discutant avec leurs téléspectateurs. Lors d'une conférence de presse à Tokyo, le directeur de Wright Flyer Live Entertainment déclare qu' « augmenter simplement le nombre [de VTubers] n'est pas si efficace. Nous voulons qu'ils continuent à faire leurs activités. [Pour ce faire], gagner des fans et monétiser sont essentiels. Nous fournissons donc une plate-forme pour soutenir cela ». Cela fait suite à l'investissement par la société mère de Wright Flyer Live Entertainment, Gree, Inc., de 10 milliards de yens dans les VTubers, ainsi qu'un chiffre d'affaires cible du même montant en 2020.
Le 24 juin 2019, la VTubeuse Kaguya Luna, en collaboration avec Nissin Foods, organise une diffusion en direct avec un smartphone attaché à un ballon d'hélium pour faire la publicité des nouilles Yakisoba UFO. À la fin du live, le smartphone atteint une altitude de 30 km, ce qui lui permet d'être inscrit dans le Guinness World Records comme le flux en direct enregistré à la plus haute altitude, battant le précédent record de 18,42 km.
Certaines organisations et entreprises utilisent leurs propres personnages VTuber comme mascottes dans le marketing,, comme le gouvernement de la préfecture d'Ibaraki au Japon qui développe le personnage d'Ibaraki Hiyori, le service de streaming vidéo Netflix qui développe le personnage N-ko pour faire la promotion de sa gamme d'anime et Sega, qui prévoit d'organiser des streams avec son personnage Sonic le hérisson et son doubleur japonais Jun'ichi Kanemaru,.